# カール・カウフマン (陸上選手)
カール・カウフマン（Carl Kaufmann、1936年3月25日 - 2008年9月1日）は、旧西ドイツの陸上競技選手。
1960年ローマオリンピックの銀メダリストである。

## 経歴
カウフマンは、父親がアメリカ合衆国・ニューヨーク州で働いていた関係で、ドイツ人ではあるが、1936年にニューヨーク市で生まれた。
第二次世界大戦が勃発した当時はドイツにいたため、アメリカ合衆国に戻ることができず、ドイツ（戦後は西ドイツ）のカールスルーエで育った。
カウフマンは1958年のヨーロッパ選手権には、400mと4×400mリレーに出場し、400mでは3位に入った同じ西ドイツのカール＝フリードリッヒ・ハースと同タイムながら惜しくも4位。4×400mリレーでは銀メダルを獲得。
2年後の、1960年ローマオリンピックでも400mと4×400mリレーの2種目に出場。400m走ではアメリカのオーティス・デービスと激戦の末、44.9と史上初めて45秒の壁を破る世界新記録を出すも、デービスと着差があり銀メダルとなった。さらに4×400mリレーには、ヨアヒム・レスケ、マンフレート・キンダー、ヨハネス・カイザーとともに西ドイツの選手のみで出場。アメリカに次いで銀メダルを獲得した。